# Nederlandse kampioenschappen indooratletiek 2015
De Nederlandse kampioenschappen indooratletiek 2015 werden op zaterdag 21 en zondag 22 februari 2015 georganiseerd. Plaats van handeling was het sportcentrum Omnisport Apeldoorn.
Tijdens deze kampioenschappen verbeterde Femke Pluim bij het polsstokhoogspringen haar eigen Nederlandse indoorrecord van 4,46 m naar 4,47 m.
Het NK Indoor Meerkamp werd gehouden in het weekend van 14 en 15 februari in Apeldoorn.

## Uitslagen

### 60 m
| rang   | atleet              | prestatie |
| ------ | ------------------- | --------- |
| Goud   | Giovanni Codrington | 6,74 s    |
| Zilver | Patrick van Luijk   | 6,76 s    |
| Brons  | Simon Blok          | 6,98 s    |

| rang   | atlete          | prestatie |
| ------ | --------------- | --------- |
| Goud   | Dafne Schippers | 7,18 s    |
| Zilver | Jamile Samuel   | 7,24 s    |
| Brons  | Naomi Sedney    | 7,47 s    |

### 200 m
| rang   | atleet              | prestatie |
| ------ | ------------------- | --------- |
| Goud   | Marvin Douma        | 21,53 s   |
| Zilver | Rodrigo Willy Broer | 22,14 s   |
| Brons  | Sawa Bezelev        | 22,25 s   |

| rang   | atlete             | prestatie |
| ------ | ------------------ | --------- |
| Goud   | Tessa van Schagen  | 23,52 s   |
| Zilver | Nicky van Leuveren | 23,84 s   |
| Brons  | Naomi Sedney       | 24,01 s   |

### 400 m
| rang   | atleet              | prestatie |
| ------ | ------------------- | --------- |
| Goud   | Liemarvin Bonevacia | 46,54 s   |
| Zilver | Bjorn Blauwhof      | 46,75 s   |
| Brons  | Terrence Agard      | 46,77 s   |

| rang   | atlete         | prestatie |
| ------ | -------------- | --------- |
| Goud   | Madiea Ghafoor | 52,42 s   |
| Zilver | Laura de Witte | 54,14 s   |
| Brons  | Tessa Strijp   | 56,13 s   |

### 800 m
| rang   | atleet         | prestatie |
| ------ | -------------- | --------- |
| Goud   | Thijmen Kupers | 1.47,81   |
| Zilver | Richard Douma  | 1.49,19   |
| Brons  | Robin Ruijter  | 1.50,15   |

| rang   | atlete           | prestatie |
| ------ | ---------------- | --------- |
| Goud   | Sanne Verstegen  | 2.04,57   |
| Zilver | Suzanne Voorrips | 2.08,49   |
| Brons  | Marije Wever     | 2.08,50   |

### 1500 m
| rang   | atleet        | prestatie |
| ------ | ------------- | --------- |
| Goud   | Mark Nouws    | 3.53,65   |
| Zilver | Neal Bouterse | 3.54,77   |
| Brons  | René Stokvis  | 3.55,53   |

| rang   | atlete            | prestatie |
| ------ | ----------------- | --------- |
| Goud   | Sifan Hassan      | 4.17,31   |
| Zilver | Manon Kruiver     | 4.23,48   |
| Brons  | Marijke de Visser | 4.26,35   |

### 3000 m
| rang   | atleet                | prestatie |
| ------ | --------------------- | --------- |
| Goud   | Dennis Licht          | 7.59,09   |
| Zilver | Jesper van der Wielen | 8.06,59   |
| Brons  | Edwin de Vries        | 8.31,88   |

| rang   | atlete            | prestatie |
| ------ | ----------------- | --------- |
| Goud   | Manon Kruiver     | 9.27,06   |
| Zilver | Kim Dillen        | 9.32,22   |
| Brons  | Marijke de Visser | 9.34,73   |

### 60 m horden
| rang   | atleet           | prestatie |
| ------ | ---------------- | --------- |
| Goud   | Gregory Sedoc    | 7,70 s    |
| Zilver | Koen Smet        | 7,86 s    |
| Brons  | Stefan Nieuwland | 7,90 s    |

| rang   | atlete        | prestatie |
| ------ | ------------- | --------- |
| Goud   | Nadine Visser | 8,12 s    |
| Zilver | Rosina Hodde  | 8,13 s    |
| Brons  | Anouk Vetter  | 8,34 s    |

### verspringen
| rang   | atleet               | prestatie |
| ------ | -------------------- | --------- |
| Goud   | Loek van Zevenbergen | 7,29 m    |
| Zilver | Yoeri Stieglis       | 7,23 m    |
| Brons  | Pim Jehee            | 7,23 m    |

| rang   | atlete             | prestatie |
| ------ | ------------------ | --------- |
| Goud   | Dafne Schippers    | 6,48 m    |
| Zilver | Nadine Visser      | 6,40 m    |
| Brons  | Valentine Kortbeek | 6,01 m    |

### hink-stap-springen
| rang   | atleet      | prestatie |
| ------ | ----------- | --------- |
| Goud   | Sander Hage | 15,46 m   |
| Zilver | Robin Coops | 14,08 m   |
| Brons  | Rienk Kan   | 14,00 m   |

| rang   | atlete             | prestatie |
| ------ | ------------------ | --------- |
| Goud   | Tamara Middelburg  | 12,57 m   |
| Zilver | Meruska Eduarda    | 12,55 m   |
| Brons  | Valentine Kortbeek | 11,64 m   |

### hoogspringen
| rang   | atleet          | prestatie |
| ------ | --------------- | --------- |
| Goud   | Douwe Amels     | 2,12 m    |
| Zilver | Dion van Kessel | 2,09 m    |
| Zilver | Dave Brandhoff  | 2,05 m    |

| rang   | atlete          | prestatie |
| ------ | --------------- | --------- |
| Goud   | Sietske Noorman | 1,85 m    |
| Zilver | Nadine Broersen | 1,85 m    |
| Brons  | Linda Hurkmans  | 1,79 m    |

### polsstokhoogspringen
| rang   | atleet        | prestatie |
| ------ | ------------- | --------- |
| Goud   | Nils Mulder   | 5,40 m    |
| Zilver | Timo de Water | 5,20 m    |
| Brons  | Menno Vloon   | 5,20 m    |

| rang   | atlete             | prestatie |
| ------ | ------------------ | --------- |
| Goud   | Femke Pluim        | 4,47 m    |
| Zilver | Rianna Galiart     | 4,32 m    |
| Brons  | Dominique Esselaar | 4,02 m    |

### kogelstoten
| rang   | atleet            | prestatie |
| ------ | ----------------- | --------- |
| Goud   | Denzel Comenentia | 18,87 m   |
| Zilver | Patrick Cronie    | 18,86 m   |
| Brons  | Remco Goetheer    | 17,40 m   |

| rang   | atlete         | prestatie |
| ------ | -------------- | --------- |
| Goud   | Pamela Kiel    | 15,50 m   |
| Zilver | Anouk Vetter   | 14,77 m   |
| Brons  | Charlene Okken | 14,12 m   |

### Zevenkamp/Vijfkamp[1]
| rang   | atleet             | prestatie |
| ------ | ------------------ | --------- |
| Goud   | Eelco Sintnicolaas | 5892 p    |
| Zilver | Pieter Braun       | 5837 p    |
| Brons  | Menno Vloon        | 5661 p    |

| rang   | atlete             | prestatie |
| ------ | ------------------ | --------- |
| Goud   | Sophie Klumper     | 3937 p    |
| Zilver | Gejanne Lussenburg | 3855 p    |
| Brons  | Lieke Bakker       | 3730 p    |

1969 · 
1970 · 
1971 · 
1972 · 
1973 · 
1974 · 
1975 · 
1976 · 
1977 · 
1978 · 
1979 ·
1980 · 
1981 · 
1982 · 
1983 · 
1984 · 
1985 · 
1986 · 
1987 · 
1988 · 
1989 · 
1990 · 
1991 · 
1992 · 
1993 · 
1994 · 
1995 · 
1996 · 
1997 · 
1998 · 
1999 · 
2000 · 
2001 · 
2002 · 
2003 · 
2004 · 
2005 · 
2006 · 
2007 · 
2008 · 
2009 · 
2010 · 
2011 · 
2012 · 
2013 · 
2014 ·
2015 ·
2016 ·
2017 ·
2018 ·
2019 · 
2020 · 
2021 · 
2022 · 
2023 · 
2024 · 
2025